# 疏花山姜
疏花山姜（学名：Alpinia mesanthera）为姜科山姜属下的一个种。

## 扩展阅读
- 維基物種上的相關：疏花山姜